# 華威郡
華威郡（讀音：/'wɒrɪkʃə/ⓘ缩写为Warks或Warwicks），英國英格蘭西米德蘭茲的郡，華威是郡治。1974年4月1日後，華威郡的西部脫離其管轄範圍，成為西米德蘭茲郡，使華威的外表呈畸形。以人口計算，納尼頓是第1大鎮，拉格比是第2大鎮，皇家利明頓溫泉是第3大鎮，貝德沃思是第4大鎮。
華威郡沒有包含單一管理區，無論把它看待成非都市郡還是名譽郡，其面積都是1,975平方公里（非都市郡第28、名譽郡第31），人口都是522,200（非都市郡第24、名譽郡第40）。

## 地方沿革
塔姆沃思曾被分為兩部分，分屬斯塔福德郡和華威郡，1888年後全部歸斯塔福德郡管轄（現位於華威郡北以北）。1931年，伍斯特郡的小鎮斯圖爾河畔希普斯頓、格洛斯特郡的村莊Long Marston、埃文河畔韋爾福德歸華威郡管轄（3地現時皆位於埃文河畔斯特拉特福）。
《1972年地方政府法案》在1974年4月1日生效後，華威郡西部地方（包括多個大市鎮：伯明翰、考文垂、索利哈爾、沃爾索爾、伍爾弗漢普頓、達德利等）脫離華威郡，升格為新設的都市郡「西米德蘭茲」郡。華威郡的範圍呈畸形，而西米德蘭茲像舉起拇指的拳頭向右臥。
不過，部分位於西米德蘭茲的組織仍保留著「華威郡」的名稱，如：位於伯明翰市的華威郡木球會

## 行政區劃

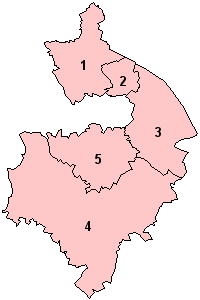
1. 華威郡北
2. 紐尼頓-貝德沃思
3. 拉格比
4. 埃文河畔斯特拉特福
5. 華威

華威郡實際管5個非都市區：華威郡北（North Warwickshire）、紐尼頓-貝德沃思（Nuneaton and Bedworth）、拉格比（Rugby）、埃文河畔斯特拉特福（Stratford-on-Avon）、華威（Warwick）。埃文河畔斯特拉特福是著名劇作家威廉·莎士比亞的出生地，紐尼頓是作家喬治·埃利奧特的出生地。

## 地理
下圖顯示英格蘭48個名譽郡的分佈情況。華威郡東北與萊斯特郡相鄰，東與北安普敦郡相鄰，東南與牛津郡相鄰，西南與格洛斯特郡相鄰，西（下半部）與伍斯特郡相鄰，西（上半部）與西米德蘭茲相鄰，西北與斯塔福德郡相鄰，北與打比郡相鄰。
雅芳河（又譯「埃文河」）流經華威郡。

## 外部連結
- （英文） 華威郡議會 （页面存档备份，存于）

52°16′56″N 1°35′04″W / 52.28222°N 1.58444°W